# Trại Núi Đất
Núi Đất là căn cứ cũ của Lực lượng đặc nhiệm Úc số 1 hiện nay thuộc thành phố Bà Rịa ở tỉnh Bà Rịa - Vũng Tàu, Việt Nam. 

## Lịch sử

### 1966–1972
Năm 1966, khi khu vực này vẫn thuộc tỉnh Phước Tuy đây là căn cứ chính của Đặc nhiệm Úc tại Việt Nam Cộng Hòa trong thời kỳ Chiến tranh Việt Nam. Địa điểm đặt căn cứ được chọn bởi John Wilton vào năm 1966, căn cứ được xây dựng bởi Tiểu đoàn 6, Quân đội Hoàng gia Úc. Việc xây dựng đồng nghĩa với việc phải dọn sạch bất kỳ thứ gì trogn bán kính 4.000 mét (2,5 mi) từ căn cứ để đảm bảo an toàn cho khu căn cứ. Việc di dời gần 3000 dân cư và phá hủy 2 ngôi làng gần đó hoàn thành trong tháng bảy, 1966. Sua khu quân đội Úc rút lui tháng 12/1972, căn cứ bị bỏ hoàng.